# Saïf Ghezal
Saïf Ghezal (arabisch سيف غزال; * 30. Juni 1981 in M’saken) ist ein tunesischer ehemaliger Fußballspieler, der auch in der tunesischen Fußballnationalmannschaft zum Einsatz kam. Er war Verteidiger und Mitglied des tunesischen Kaders zur Fußball-Weltmeisterschaft 2006 in Deutschland. Zu seinen größten Erfolgen zählten die tunesische Meisterschaft 2007 und der CAF-Pokal Sieg 2006 mit Étoile Sportive du Sahel.

## Karriere
Er war seit dem 14. Januar 2008 beim BSC Young Boys unter Vertrag und spielt in der. In seinem vierten Spiel für die Berner Young Boys kam er gegen den FC Zürich zum ersten Torerfolg.
In der Winterpause der Saison 2009/10 lösten die Young Boys den Vertrag mit Ghezal per sofort auf, nachdem er unter fraglichen Umständen vor der letzten Partie des Jahres nach Saudi-Arabien verreist war. Ghezal unterschrieb bereits vor der Vertragsauflösung mit dem BSC beim saudi-arabischen Verein Al-Ahli. Im Sommer 2010 wechselte er nach Tunesien zu seinem alten Verein Etoile Sportive du Sahel.
Im Jahr 2011 kehrte er in die Schweiz zurück und schloss sich dem FC Thun an.

## Erfolge
- CAF-Pokal-Sieger mit Étoile Sportive du Sahel 2006
- Tunesien League 2006
- Championnat de Tunisie 2007